# Víctor Medina (comediante)
Víctor Javier Medina (San Cristóbal, Venezuela; 14 de noviembre de 1988) conocido por su apodo de Nanutria, es un comediante, ingeniero, guionista venezolano, con trayectoria en la comedia en vivo.

## Primeros años
Víctor nació en San Cristóbal, Estado Táchira, es graduado de ingeniero en sistemas de la Universidad Santiago Mariño. Sin embargo, no ejerce la profesión, aunque en distintas oportunidades ha afirmado que no ha dejado de ser un ingeniero.
Desde niño sufre de tartamudez, sin embargo nunca fue impedimento para presentarse libremente en sus shows de comedia o hablar en público. Jamás se sintió intimidado o burlado por esa condición, al contrario, pudo sobrellevarlo e incluso lo toma con humor.

## Carrera

### Guionista Humorístico
Fue Jefe de guionistas y editor de contenido para Plop Contenido (Agencia creativa encargada de realizar proyector humorísticos para web y televisión para  Latinoamérica y Estados Unidos) y El Chigüire Bipolar, un portal de periodismo satírico venezolano.
Fue guionista, Actor y Cocreador del canal de Sketches para Youtube Santo Robot.

### Stand-Up
Desde el año 2013, Víctor ha realizado stand-up.
Vivió algunos años en México, y en su estadía por ese país tuvo logros importantes como grabar su stand up en el Comedy Central.
En 2018 migró a la Argentina, donde nació "El showcito", una rutina de stand up que se aleja del formato tradicional y en la que improvisa e interactúa con el público. 
Posee varios especiales de Stand Up, entre los que sobresalen Nanutria: Como en casa, con un duración de una hora y diez minutos. En este trata temas como el choque de culturas al momento de inmigrar, También tiene otros Stand Up como El banquito, Probando material, El ciclo de la vida, Macho Beta, y su más reciente especial, El Gocho de Oro.

### Podcasts
Tiene su propio podcast "El Super Increíble Podcast de Nanutria Y Sus Amigos Espaciales - Parte 2" (El SIPDN) con más de 150.000 suscriptores, donde comparte con invitados sobre distintos temas: desde misses y astrología, hasta desastres naturales y anécdotas personales.
En febrero de 2020 inicia un podcast junto al comediante argentino Lucas Lauriente llamado "Tercermundistas".
A mediados de 2020 comienza un podcast semanal de comedia llamado “Aislados, el Podcast”, que conduce a junto con los comediantes argentinos Luciano Mellera, Nicolás de Tracy y Lucas Lauriente, en el que hablan de sus vidas cotidianas y temas aleatorios con un toque de humor.

## Vida personal
Actualmente reside en Buenos Aires, Argentina.[cita requerida]
Entre las anécdotas de su vida personal que compartió en el mencionado episodio, también comentó que a los 18 jugaba World of Warcraft con un amigo que en ese momento tenía 23 años y manejaba un taxi, bajo una filosofía muy particular, su amigo medía su necesidad de trabajo en base a un objetivo monetario "hoy quiero ganar N dinero"; la anécdota concluye comentando que al día de hoy, ese amigo tiene una pizzería y mantiene su filosofía.
En el episodio del podcast Aislados del día 22 de mayo de 2024 Victor mencionó que cuando toma siestas no sueña, sin embargo siempre suda.